# Гідрогалогенування
Гідрогалогенування (англ. hydrohalogenation) — приєднання галогенідів водню до кратних зв'язкiв молекул з утворенням, напр., алкiлгалогенiдiв. Легкiсть приєднання до олефiнів зменшується симбатно до атомного номера галогену, причому термiнальний кратний зв'язок реагує легше внутрiшнього.
СH2=CHCHO + HCl → ClCH2–CH2CHO
RC≡N + 2HHlg → R(Cl)C(=NH2)+ Hlg–